# Saint-André-de-Valborgne
Pour les articles homonymes, voir Saint-André.
Saint-André-de-Valborgne est une commune française située dans le nord-ouest du département du Gard, en région Occitanie.
Exposée à un climat méditerranéen, elle est drainée par le Gardon de Saint-Jean, Valat de Roumégous et par divers autres petits cours d'eau. Incluse dans les Cévennes, la commune possède un patrimoine naturel remarquable : deux sites Natura 2000 (la « vallée du Gardon de Mialet » et la « vallée du Gardon de Saint-Jean ») et six zones naturelles d'intérêt écologique, faunistique et floristique.
Saint-André-de-Valborgne est une commune rurale qui compte 360 habitants en 2022, après avoir connu un pic de population de 1 949 habitants en 1806.  Ses habitants sont appelés les Saint-Andréens ou  Saint-Andréennes.
Le patrimoine architectural de la commune comprend deux  immeubles protégés au titre des monuments historiques : la maison-forte, inscrite en 1979, et le château de Nogaret, inscrit en 1984.

## Géographie

### Situation
Située dans le nord-ouest du département du Gard, la commune est limitrophe de la Lozère.
Elle est située au nord-ouest de Nîmes (environ 85 km par la route), d'Anduze (environ 35 km) et de Saint-Jean-du-Gard (environ 25 km).

### Communes limitrophes
| Le Pompidou (Lozère) | Gabriac (Lozère)         | Sainte-Croix-Vallée-Française (Lozère) |
| Bassurels (Lozère)   | Saint-André-de-Valborgne | Moissac-Vallée-Française (Lozère)      |
| Val-d'Aigoual        | Les Plantiers            | Saumane                                |

### Relief et hydrographie
Saint-André-de-Valborgne est située dans la chaîne des Cévennes, alternance de vallées et de crêtes d'orientation nord-ouest/sud-est.
Les éléments principaux du relief de la commune sont la vallée du Gardon de Saint-Jean (Vallée borgne, Valborgne) et celle de son affluent de rive droite (au sud), le Valat de la Couronne ou rivière de Tourgueille. Chacune de ces rivières a des affluents, notamment le Gardon de Mialet pour le Gardon.
La Vallée borgne est fermée au nord par une crête, approximativement suivie par la limite communale (et départementale) ainsi que par une route départementale de Lozère, la D9.

### Climat
Pour des articles plus généraux, voir Climat de l'Occitanie et Climat du Gard.
En 2010, le climat de la commune est de type climat méditerranéen altéré, selon une étude s'appuyant sur une série de données couvrant la période 1971-2000. En 2020, Météo-France publie une typologie des climats de la France métropolitaine dans laquelle la commune est exposée à un climat de montagne ou de marges de montagne et est dans une zone de transition entre les régions climatiques « Provence, Languedoc-Roussillon » et « Sud-est du Massif Central ».
Pour la période 1971-2000, la température annuelle moyenne est de 12 °C, avec une amplitude thermique annuelle de 16,5 °C. Le cumul annuel moyen de précipitations est de 1 534 mm, avec 9 jours de précipitations en janvier et 4,5 jours en juillet. Pour la période 1991-2020, la température moyenne annuelle observée sur la station météorologique la plus proche, située sur la commune de Val-d'Aigoual à 9 km à vol d'oiseau, est de 5,7 °C et le cumul annuel moyen de précipitations est de 1 970,0 mm,. Pour l'avenir, les paramètres climatiques de la commune estimés pour 2050 selon différents scénarios d'émission de gaz à effet de serre sont consultables sur un site dédié publié par Météo-France en novembre 2022.

### Milieux naturels et biodiversité
La protection réglementaire est le mode d’intervention le plus fort pour préserver des espaces naturels remarquables et leur biodiversité associée,.

#### Réserve de biosphère de l'UNESCO (1985)
La commune fait partie de la zone de transition[réf. nécessaire] des Cévennes, d'une superficie de 116 032 ha, reconnue comme réserve de biosphère en 1985 par l'UNESCO, en raison de la mosaïque de milieux naturels qui la composent avec une biodiversité exceptionnelle (2 400 espèces animales, 2 300 espèces de plantes à fleurs et de fougères, auxquelles s’ajoutent de nombreuses mousses, lichens et champignons,).

#### Sites Natura 2000

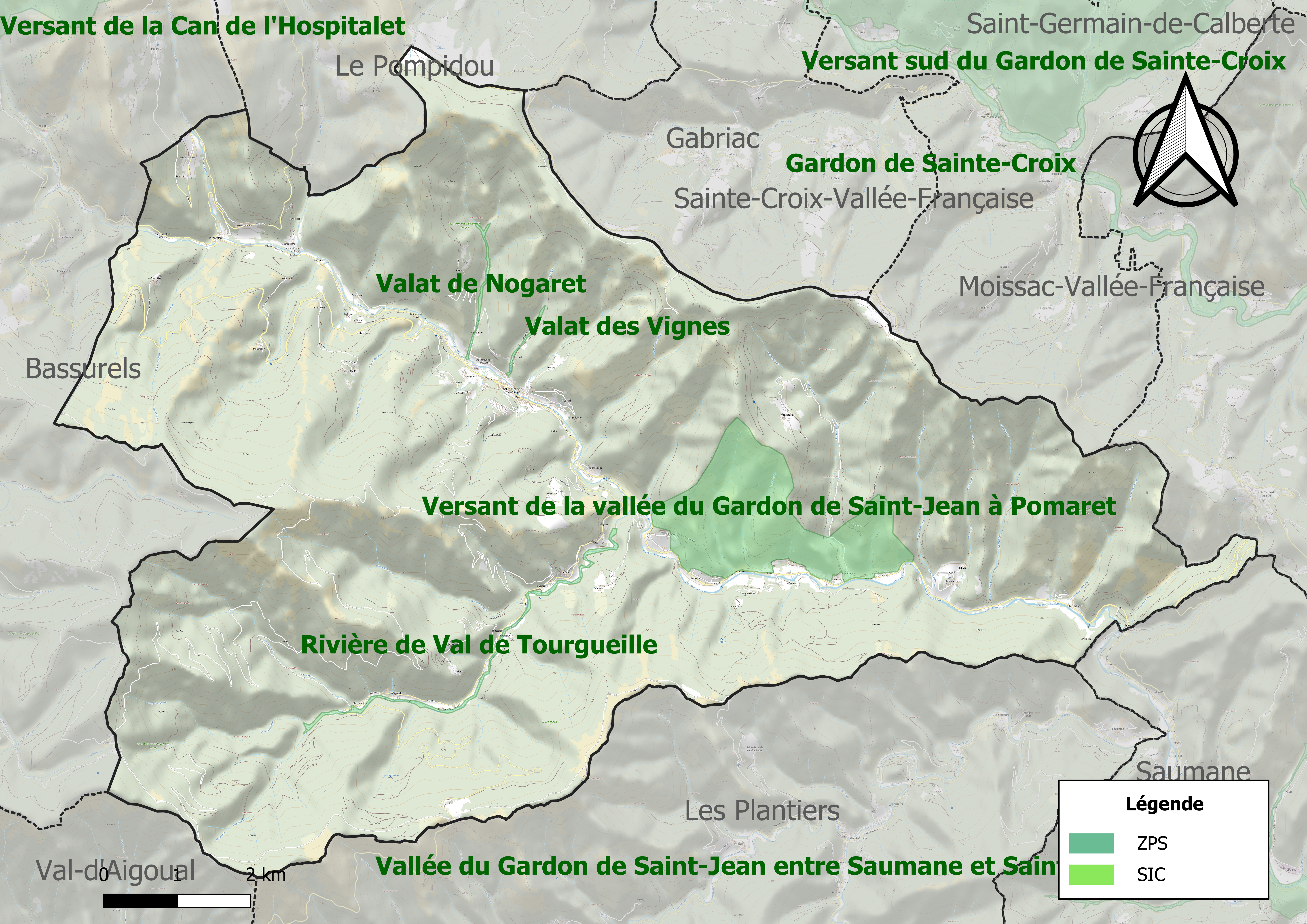
Sites Natura 2000 sur le territoire communal.

Le réseau Natura 2000 est un réseau écologique européen de sites naturels d'intérêt écologique élaboré à partir des directives habitats et oiseaux. Il est constitué de zones spéciales de conservation (ZSC) et de zones de protection spéciale (ZPS).
Deux sites Natura 2000 ont été définis dans la commune au titre de la directive habitats :
- la « vallée du Gardon de Mialet » (23 371 ha), abritant des populations de poissons d'intérêt communautaire, notamment le barbeau méridional (Barbus meridionalis), ainsi que des populations de castors et d'écrevisses à pattes blanches[16] ;
- la « vallée du Gardon de Saint-Jean » (19 020 ha), présentant une grande variété d’habitats naturels d’intérêt communautaire (22 génériques, dont cinq prioritaires)[17].

#### Zones naturelles d'intérêt écologique, faunistique et floristique (ZNIEFF)
L’inventaire des ZNIEFF a pour objectif de réaliser une couverture des zones les plus intéressantes sur le plan écologique, dans la double perspective d’améliorer la connaissance du patrimoine naturel national et de fournir aux décideurs un outil d’aide à la prise en compte de l’environnement dans l’aménagement du territoire.
La commune a quatre ZNIEFF de type 1 :
- la « rivière de Val de Tourgueille » (12 ha)[19] ;
- le « valat de Nogaret » (3 ha)[20] ;
- le « valat des Vignes » (2 ha)[21] ;
- le « versant de la vallée du Gardon de Saint-Jean à Pomaret » (192 ha)[22].

Elle est concernée par deux ZNIEFF de type 2, : 
- les « Hautes vallées des Gardons » (73 898 ha), couvrant 48 communes dont 27 dans le Gard et 21 dans la Lozère[23] ;
- le « massif de l'Aigoual et du Lingas » (28 495 ha), couvrant 17 communes dont 12 dans le Gard et 5 dans la Lozère[24].

Carte des ZNIEFF de type 1 et 2 à Saint-André-de-Valborgne.
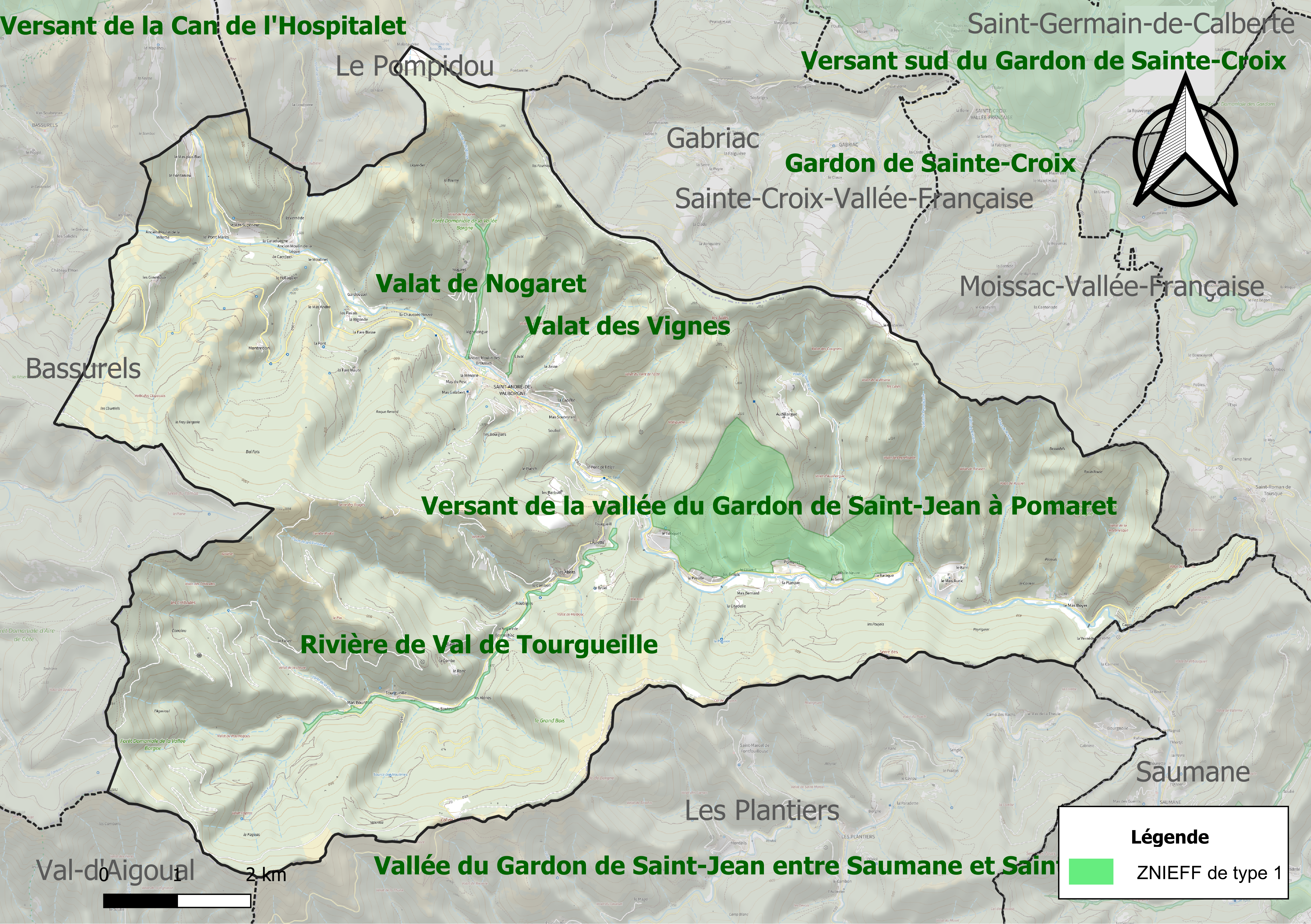
Carte des ZNIEFF de type 1 sur la commune.
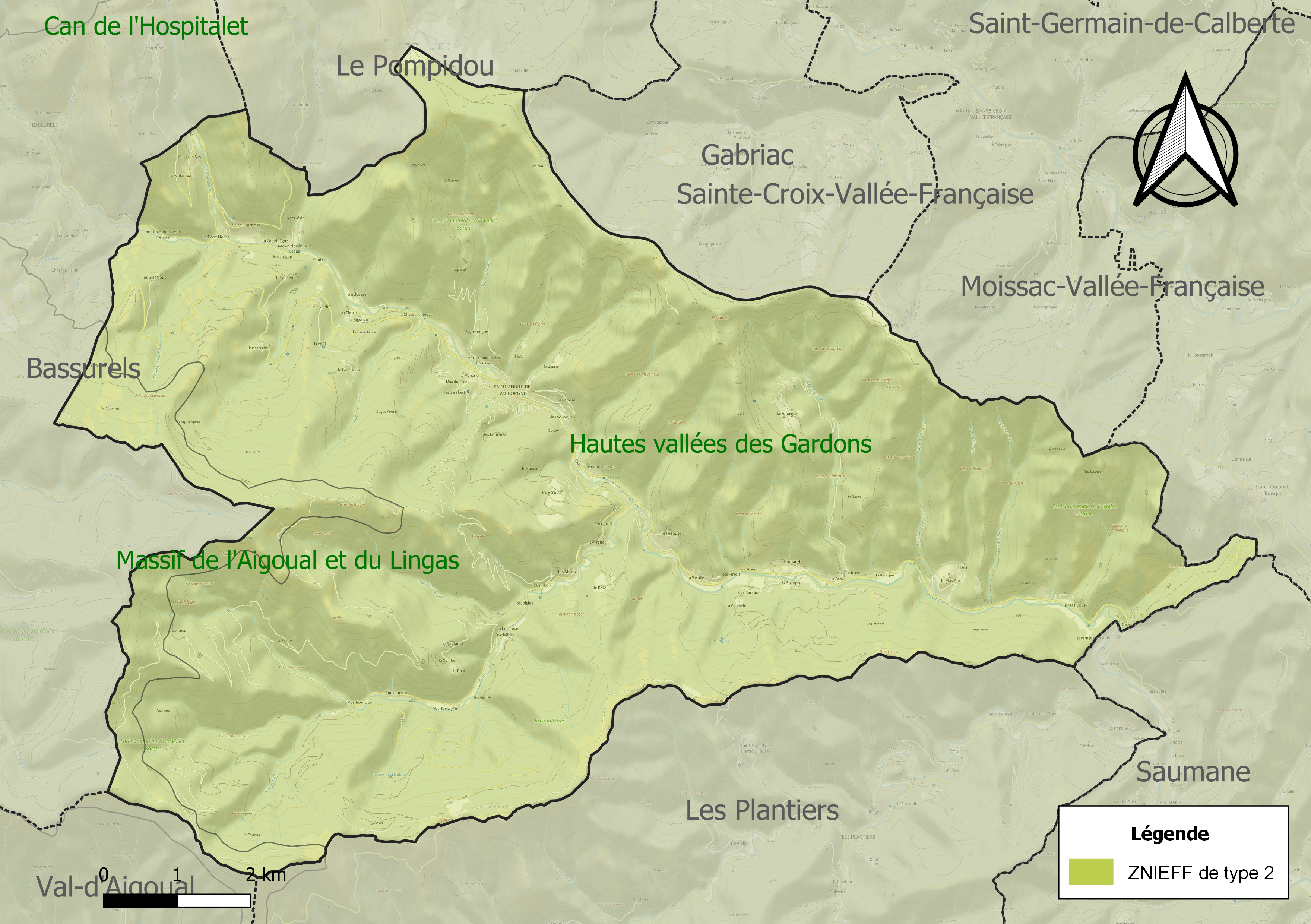
Carte des ZNIEFF de type 2 sur la commune.

## Urbanisme

### Typologie
Au 1er janvier 2024, Saint-André-de-Valborgne est catégorisée commune rurale à habitat très dispersé, selon la nouvelle grille communale de densité à sept niveaux définie par l'Insee en 2022.
Elle est située hors unité urbaine et hors attraction des villes,.

### Occupation des sols
L'occupation des sols de la commune est marquée par l'importance des forêts et milieux semi-naturels (97,2 % en 2018), une proportion identique à celle de 1990 (97,2 %).
La répartition détaillée en 2018 est la suivante : 
- forêts (66,8 %),
- milieux à végétation arbustive et/ou herbacée (30,4 %),
- zones agricoles hétérogènes (2,2 %),
- prairies (0,5 %)[26].

L'évolution de l’occupation des sols de la commune et de ses infrastructures apparait sur les cartes successives du territoire : la carte de Cassini (XVIIIe siècle), la carte d'état-major (1820-1866) et les cartes ou photos aériennes de l'IGN pour la période actuelle (depuis 1950).

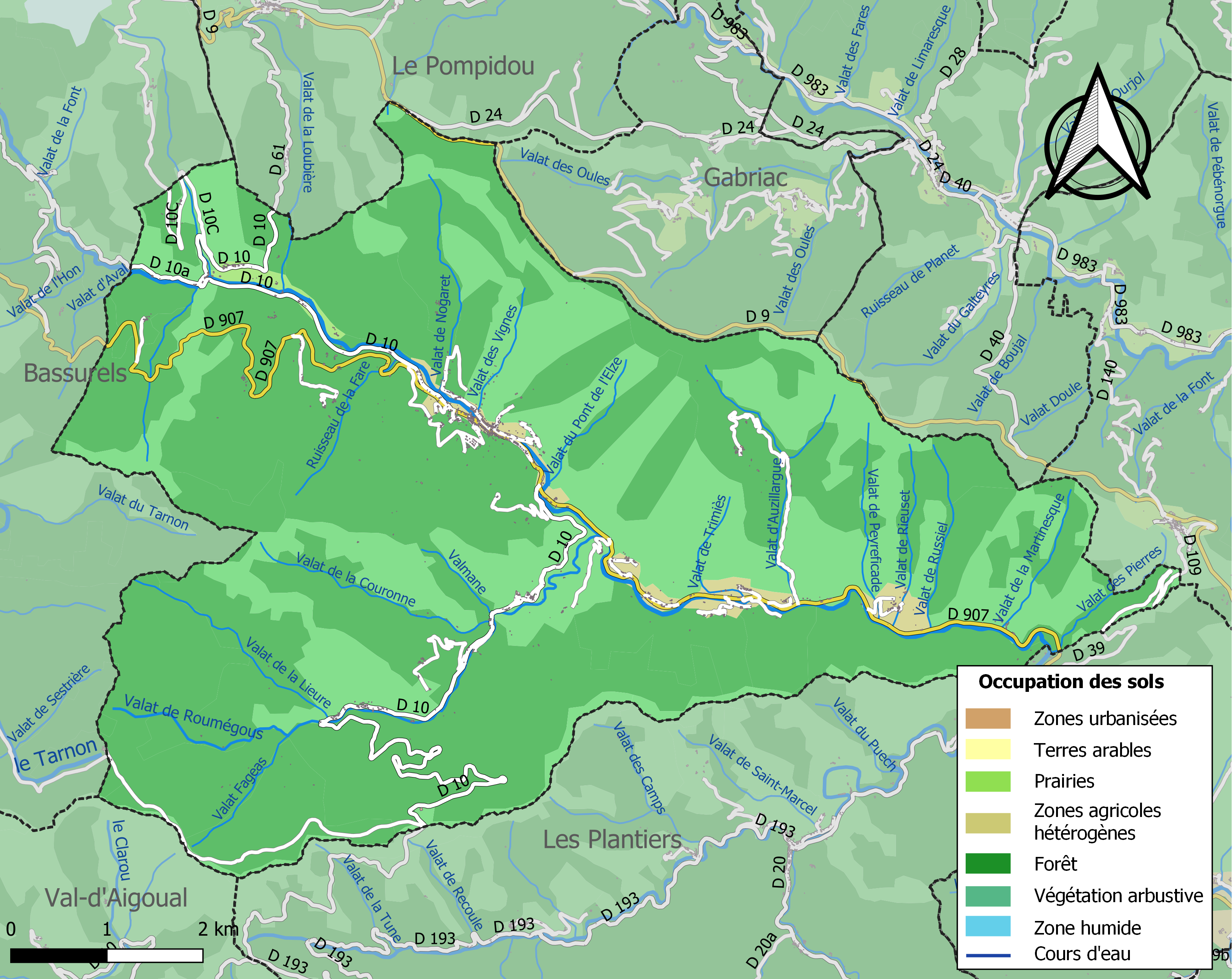
Carte des infrastructures et de l'occupation des sols de la commune en 2018 (CLC).

### Risques majeurs
Le territoire de la commune est vulnérable à différents aléas naturels : météorologiques (tempête, orage, neige, grand froid, canicule ou sécheresse), inondations, feux de forêts, mouvements de terrains et séisme (sismicité faible).
Il est également exposé à un « risque particulier » : le radon.
Un site publié par le BRGM permet d'évaluer les risques concernant un terrain, identifié soit par son adresse, soit par le numéro de sa parcelle cadastrale.

#### Inondations
Certaines parties du territoire communal sont susceptibles d’être affectées par le risque d’inondation (crue torrentielle ou à montée rapide), notamment les rives du Gardon de Saint-Jean.
Ce risque est élevé : la commune a été reconnue en état de catastrophe naturelle à la suite des inondations et coulées de boue survenues en 1982, 1992, 1993, 1994, 1995, 2002, 2011, 2014, 2015 et 2020,.

#### Mouvements de terrain

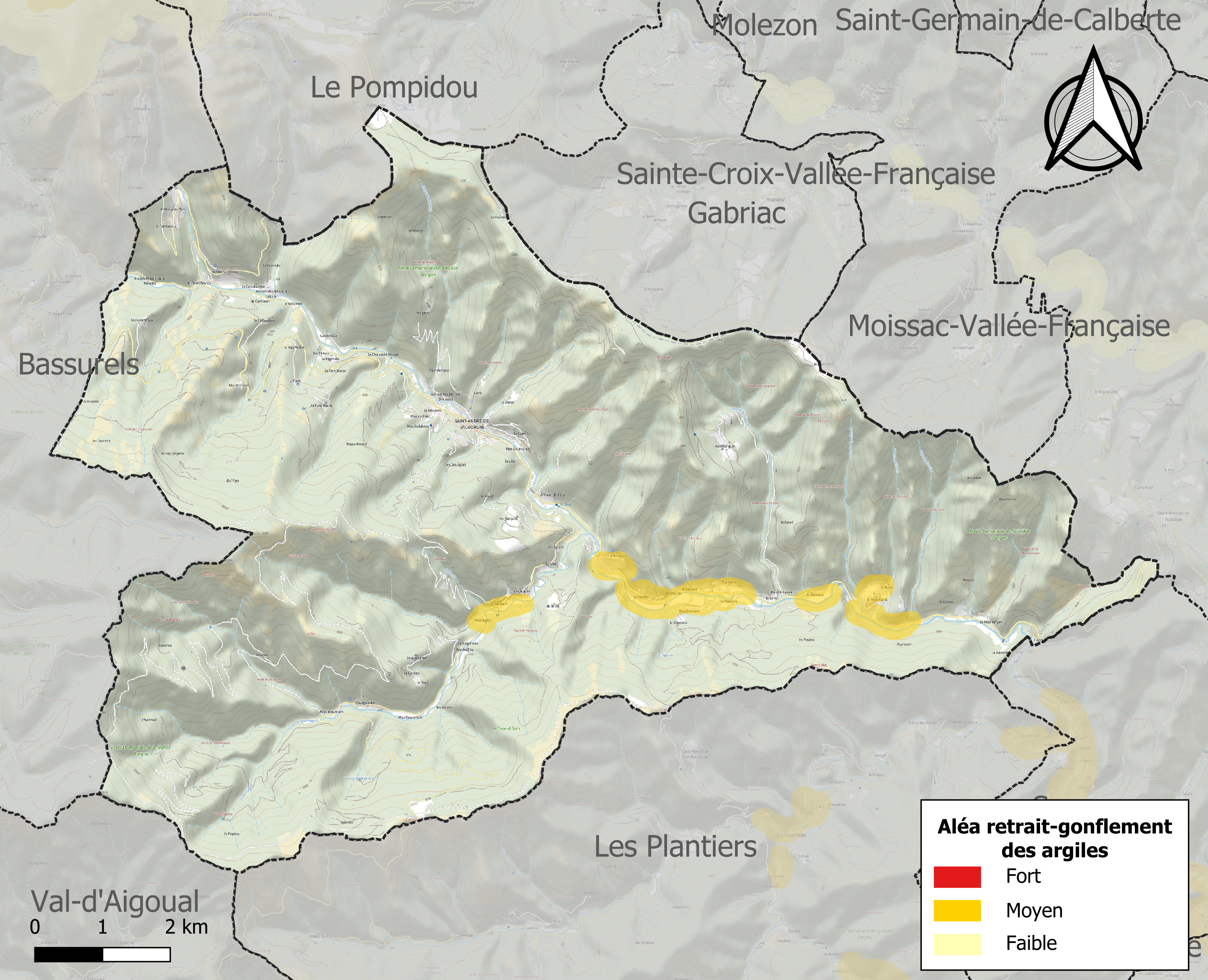
Carte des zones d'aléa retrait-gonflement des sols argileux de Saint-André-de-Valborgne.

La commune est faiblement vulnérable au risque de retrait-gonflement des sols argileux, aléa susceptible d'engendrer des dommages importants aux bâtiments en cas d’alternance de périodes de sécheresse et de pluie.
En effet, seulement 2,5 % de la superficie communale est en aléa moyen ou fort, contre 67,5 % au niveau départemental et 48,5 % au niveau national. Sur les 452 bâtiments dénombrés sur la commune en 2019, 64 sont en aléa moyen ou fort, soit 14 % (90 % au niveau départemental et 54 % au niveau national).
Une cartographie de l'exposition du territoire national au retrait gonflement des sols argileux est disponible sur le site du BRGM,.
Par ailleurs, afin de mieux appréhender le risque d’affaissement de terrain, l'inventaire national des cavités souterraines permet de localiser celles situées sur la commune.

#### Risque du radon
Le radon accumulé dans certains bâtiments peut constituer une source significative d’exposition de la population aux rayonnements ionisants.
Selon la classification de 2018, la commune de Saint-André-de-Valborgne est classée en zone 2, c'est-à-dire « zone à potentiel radon faible dans lesquelles des facteurs géologiques particuliers peuvent faciliter le transfert du radon vers les bâtiments ».

## Histoire

### Moyen Âge
L'existence de la paroisse de « Sancto Andresi de Valbornia » est mentionnée dès l'an mil dans les parchemins de l'abbaye Saint-Victor de Marseille, dont les moines implantent la culture de la châtaigne sur les pentes et les vallées qui bordent le mont Aigoual.
Dès le XIIIe siècle, l'évêché de Nîmes jette un regard méfiant sur la vallée Borgne, où se sont réfugiées quelques familles cathares après le ralliement du baron d'Alais, Raymond de Pelet, à l'armée des croisés de Simon de Montfort, chargée d'extirper l'hérésie. Les seigneurs locaux, trop faibles pour jouer un rôle quelconque dans cette première participation à l'histoire nationale, oscillent entre les Pelet d'Alais et les Bermond d'Anduze qui se déchirent au grand détriment des populations rurales, dépourvues de protection.
Le traité de Meaux (1229) qui entérine le rattachement du Languedoc à la France atténue les rivalités entre les petites seigneuries querelleuses, qui vont exploser avec la guerre de Cent Ans (1335-1453). Le château du Folhaquier, première borne du Gévaudan, change plusieurs fois de main ; les partisans de Du Guesclin puis du maréchal de Boucicaut ont le plus grand mal à refouler plus au nord les seigneurs cévenols possessiones [pas clair] en Guyenne et qui témoignent d'une fidélité absolue envers les rois d'Angleterre, et ce jusqu'à la mort d'Henri V à Vincennes en 1422.

### Période de la Réforme (XVIesiècle)
À l'issue des guerres d'Italie, la baronnie d'Alais tombe entre les mains des seigneurs de Cambis, favorables à la Réforme. Les petits seigneurs cévenols embrayent le pas à leurs suzerains, attirés par la perspective de mettre la main sur les biens du clergé. Dès 1560, le culte protestant est imposé à Saint-André par les seigneurs qui prélèvent la dîme en prévision des guerres qui s'annoncent. Une compagnie de 50 hommes d'armes est mise à la disposition du prince de Condé pour s'emparer de Montpellier et de Mende (1562-1563), puis participer aux guerres suivantes :
- 1567-1568 : siège de Paris et bataille de Saint Denis.
- 1569-1570 : batailles de Jarnac, La Roche-l'Abeille, Moncontour, Le Pouzin, Arnay-le-Duc.
- 1575-1576 : libération d'Alais et prise de Chartres.

Nîmes, devenue place de sûreté, commande toutes les troupes huguenotes, qui s'illustrent à la bataille de Villemur (1592), laquelle voit la défaite de la Ligue du Languedoc.

### Conflits religieux sous l'Ancien Régime (1598-1789)
L'édit de Nantes (1598) apporte la paix et la prospérité[réf. nécessaire], mais en 1620, les hostilités reprennent entre les armées de Louis XIII et les milices du duc de Rohan. En 1629, les soldats de Saint-André quittent Alais invaincus, avec armes et bagages.
En 1685, l'édit de Fontainebleau, qui révoque l'édit de Nantes, entraîne l'occupation de la paroisse par les milices et les compagnies de dragons.
En 1702, la révolte des Camisards surprend les troupes royales, vaincues à Saumane. L'occupation consécutive de Saint-André, qui ruine les habitants, alimente la révolte qui y recrute plus d'une centaine de combattants. Le pouvoir des « garnissaires » [pas clair] ne s'étendant pas à plus d'un jet de pierre des murs de la petite cité, le maréchal de Villars ouvre les négociations qui se concluent par une petite paix locale assortie de droits limités. Mais quelques irréductibles tiennent le maquis jusqu'en 1710.
En 1787, l'édit de tolérance est bien accueilli, mais ne suffit pas à rallier les populations

### Période de la Révolution et de l'Empire
Les habitants participent activement à la Révolution. L'Assemblée nationale constituante accorde l'égalité des droits aux protestants en 1791 et l'état civil est laïcisé en 1792.
Durant quelques années sous la Première République, la commune porte le nom de « Valborgne-du-Gard ».
La compagnie de gardes nationaux de Saint-André sert de creuset à tous ceux qui de 1792 à 1815 vont combattre sur tous les fronts en Europe. La conscription, qui devient très lourde sous le Premier Empire, provoque cependant une fissure au sein de la population. Des colonnes mobiles sont levées pour traquer sur le Causse les réfractaires de plus en plus nombreux.

### XIXesiècle
Républicaine, Saint-André accueille favorablement les évènements de 1830 et de 1848. Quelques habitants sont emprisonnés lors du coup d'État du 2 décembre 1851.
En 1870-1871, les Saint-Andréens suivent l'armée[pas clair] du général d'Aurelle de Paladines, victorieux à Coulmiers.

### XXesiècle: les deux guerres mondiales
En 1914, la commune accueille des réfugiés belges. Au cours de la guerre, Saint-André perd 76 de ses habitants mobilisés.
En 1939-1945, Saint-André recueille des républicains espagnols ainsi que des Juifs. de nombreux jeunes gens sont tués lors de la tragédie du maquis d'Aire de Côte.
Après la Libération, un mécène local, Monsieur de Rouville, offre une grande demeure pour les prisonniers de guerre revenus des stalags ou des oflags.

### De la Libération à nos jours
L'après-guerre voit le développement du tourisme dans les Cévennes en général.
1988 est marquée par la disparition de l'actrice Pauline Lafont et par le battage médiatique qui s'ensuit pendant trois mois et demi jusqu'à la découverte de son corps.
En 2014, une citoyenne originaire de Saint-André, Camille Halut, présente aux élections municipales une liste composée de citoyens choisis par tirage au sort afin de mettre en place une démocratie participative locale où l'ensemble des citoyens pourraient participer à la vie municipale.
.

## Politique et administration

### Liste des maires depuis 1808
| Période                                  | Période          | Identité                         | Étiquette     | Qualité                       |
| ---------------------------------------- | ---------------- | -------------------------------- | ------------- | ----------------------------- |
| 1808                                     |                  | Mathieu de Broche de Saint-André | Indépendant   | Président du Conseil cantonal |
| 13 mai 1900                              | 12 mai 1912      | Adolphe Geminard                 |               |                               |
| 12 mai 1912                              | 30 novembre 1919 | Henri Terisse                    |               |                               |
| 30 novembre 1919                         | 10 mai 1929      | Camille Ernest Roques            | Républicain   |                               |
| 10 mai 1929                              | 1942             | Émile Lapoule                    |               |                               |
| 1942                                     | 21 mars 1965     | Jules Ozil                       | SFIO puis PSU | Conseiller général            |
| 21 mars 1965                             | 1973             | Paul Blanc                       | PS            | Conseiller général            |
| 1973                                     | 20 mars 1977     | Jean Domergue                    | PS            |                               |
| 20 mars 1977                             | 18 mars 2001     | Roger Atger                      | PS            | Conseiller général            |
| 18 mars 2001                             | En cours         | Régis Bourelly                   | NC-UDI        |                               |
| Les données manquantes sont à compléter. |                  |                                  |               |                               |

### Vie politique
Commune fidèle au Parti socialiste dans l'après-guerre, la commune se tourne en 2001 vers un candidat centriste, constamment réélu depuis, Régis Bourelly.
Celui-ci a donné sa signature pour la candidature de Jean Saint-Josse (CPNT) à l'élection présidentielle de 2002.

## Démographie
L'évolution du nombre d'habitants est connue à travers les recensements de la population effectués dans la commune depuis 1793. Pour les communes de moins de 10 000 habitants, une enquête de recensement portant sur toute la population est réalisée tous les cinq ans, les populations de référence des années intermédiaires étant quant à elles estimées par interpolation ou extrapolation. Pour la commune, le premier recensement exhaustif entrant dans le cadre du nouveau dispositif a été réalisé en 2008.

En 2022, la commune comptait 360 habitants, en évolution de −9,09 % par rapport à 2016 (Gard : +2,97 %, France hors Mayotte : +2,11 %).
| 1793  | 1800  | 1806  | 1821  | 1831  | 1836  | 1841  | 1846  | 1851  |
| ----- | ----- | ----- | ----- | ----- | ----- | ----- | ----- | ----- |
| 1 830 | 1 846 | 1 949 | 1 947 | 1 854 | 1 920 | 1 820 | 1 802 | 1 807 |

| 1856  | 1861  | 1866  | 1872  | 1876  | 1881  | 1886  | 1891  | 1896  |
| ----- | ----- | ----- | ----- | ----- | ----- | ----- | ----- | ----- |
| 1 821 | 1 812 | 1 800 | 1 744 | 1 775 | 1 714 | 1 704 | 1 619 | 1 587 |

| 1901  | 1906  | 1911  | 1921  | 1926  | 1931  | 1936 | 1946 | 1954 |
| ----- | ----- | ----- | ----- | ----- | ----- | ---- | ---- | ---- |
| 1 565 | 1 541 | 1 515 | 1 503 | 1 354 | 1 101 | 925  | 852  | 668  |

| 1962 | 1968 | 1975 | 1982 | 1990 | 1999 | 2006 | 2008 | 2013 |
| ---- | ---- | ---- | ---- | ---- | ---- | ---- | ---- | ---- |
| 670  | 524  | 429  | 443  | 437  | 368  | 436  | 456  | 416  |

| 2018 | 2022 | - | - | - | - | - | - | - |
| ---- | ---- | - | - | - | - | - | - | - |
| 367  | 360  | - | - | - | - | - | - | - |

## Économie

### Revenus
En 2018, la commune comptait 184 ménages fiscaux, regroupant 350 personnes.
La médiane du revenu disponible par ménage était de 17 650 € (20 020 € dans le département).

### Emploi
|                | 2008   | 2013   | 2018   |
| -------------- | ------ | ------ | ------ |
| Commune        | 10,9 % | 12,3 % | 18,7 % |
| Département    | 10,6 % | 12 %   | 12 %   |
| France entière | 8,3 %  | 10 %   | 10 %   |

En 2018, la population âgée de 15 à 64 ans s’élevait à 203 personnes, dont 
- inactifs[Note 6],[I 7] : 27,6 % ;
- actifs : 72,4 % (53,7 % ayant un emploi (119) et 18,7 % de chômeurs).

Depuis 2008, le taux de chômage communal des 15-64 ans est supérieur à celui de la France et du département.
Le nombre d'actifs ayant un emploi et résidant dans la commune étant de 119, l'indicateur de concentration d'emploi était de 61,3 % et le taux d'activité parmi les 15 ans ou plus de 48,3 %.
Le nombre d'emplois dans la commune était de 73 en 2018, contre 116 en 2013 et 121 en 2008. 
Sur les 119 personnes ayant un emploi, 57 travaillaient dans la commune, soit 48 % et 62 travaillaient hors de la commune.
Pour se rendre au travail, 
- 78,2 % des habitants utilisent un véhicule personnel ou de fonction à quatre roues,
- 0,8 % les transports en commun,
- 11 % s'y rendent en deux-roues motorisé, à vélo ou à pied
- 10 % n'ont pas besoin de transport (travail à domicile)[I 12].

La commune est « hors attraction des villes »,, c'est-à-dire que peu d'habitants (voire aucun) vont travailler dans une ville (Nîmes, Alès, etc.), en raison de la distance.

### Activités hors agriculture

#### Secteurs d'activités
36 établissements sont implantés  à Saint-André-de-Valborgne au 31 décembre 2019. Le tableau ci-dessous en détaille le nombre par secteur d'activité et compare les ratios avec ceux du département,.
| Secteur d'activité                                                                                        | Commune | Commune | Département |
| Secteur d'activité                                                                                        | Nombre  | %       | %           |
| --- | ------- | ------- | ----------- |
| Ensemble                                                                                                  | 36      |         |             |
| Industrie manufacturière, industries extractives et autres                                                | 4       | 11,1 %  | (7,9 %)     |
| Construction                                                                                              | 7       | 19,4 %  | (15,5 %)    |
| Commerce de gros et de détail, transports, hébergement et restauration                                    | 15      | 41,7 %  | (30 %)      |
| Information et communication                                                                              | 1       | 2,8 %   | (2,2 %)     |
| Activités spécialisées, scientifiques et techniques et activités de services administratifs et de soutien | 2       | 5,6 %   | (14,9 %)    |
| Administration publique, enseignement, santé humaine et action sociale                                    | 2       | 5,6 %   | (13,5 %)    |
| Autres activités de services                                                                              | 5       | 13,9 %  | (8,8 %)     |

Le secteur du commerce de gros et de détail, des transports, de l'hébergement et de la restauration est prépondérant sur la commune puisqu'il représente 41,7 % du nombre total d'établissements de la commune (15 sur les 36 entreprises implantées  à Saint-André-de-Valborgne), contre 30 % au niveau départemental.

#### Entreprises et commerces
Les deux entreprises ayant leur siège social sur le territoire communal générant les chiffres d'affaires les plus élevés en 2020 étaient : 
- Doudelec Sécurité et Réseaux[44] (installations électriques tous locaux) (162 k€)
- SARL Deleuze-Lapierre (menuiserie bois et PVC) (100 k€). Semble avoir fermé en avril 2023[45]

### Agriculture
La commune est dans les Cévennes, une petite région agricole occupant l'ouest du département du Gard. En 2020, l'orientation technico-économique de l'agriculture  sur la commune est la polyculture et/ou le polyélevage. 
|               | 1988 | 2000 | 2010 | 2020 |
| ------------- | ---- | ---- | ---- | ---- |
| Exploitations |      |      |      | 14   |
| SAU (ha)      |      |      |      | 518  |

Le nombre d'exploitations agricoles en activité et ayant leur siège dans la commune est de 0 lors du recensement agricole de 1988  à 0 en 2000 puis à 0 en 2010 et enfin à 14 en 2020.

## Culture locale et patrimoine

### Le village
C'est un village cévenol typique, aux rues étroites bordées de belles maisons anciennes.
Trois éléments notables :
- la maison forte du XVIIe siècle, appelée « le Château »,
- la fontaine du Griffon,
- le Pont Vieux.

### Édifices religieux
- L'église Saint-André restaurée de style roman dont l'origine date des XIIIe / XIVe siècles : nef unique, abside semi-circulaire, chapelles ogivales. Occupée par les troupes du camisard Henri Castanet en 1703.

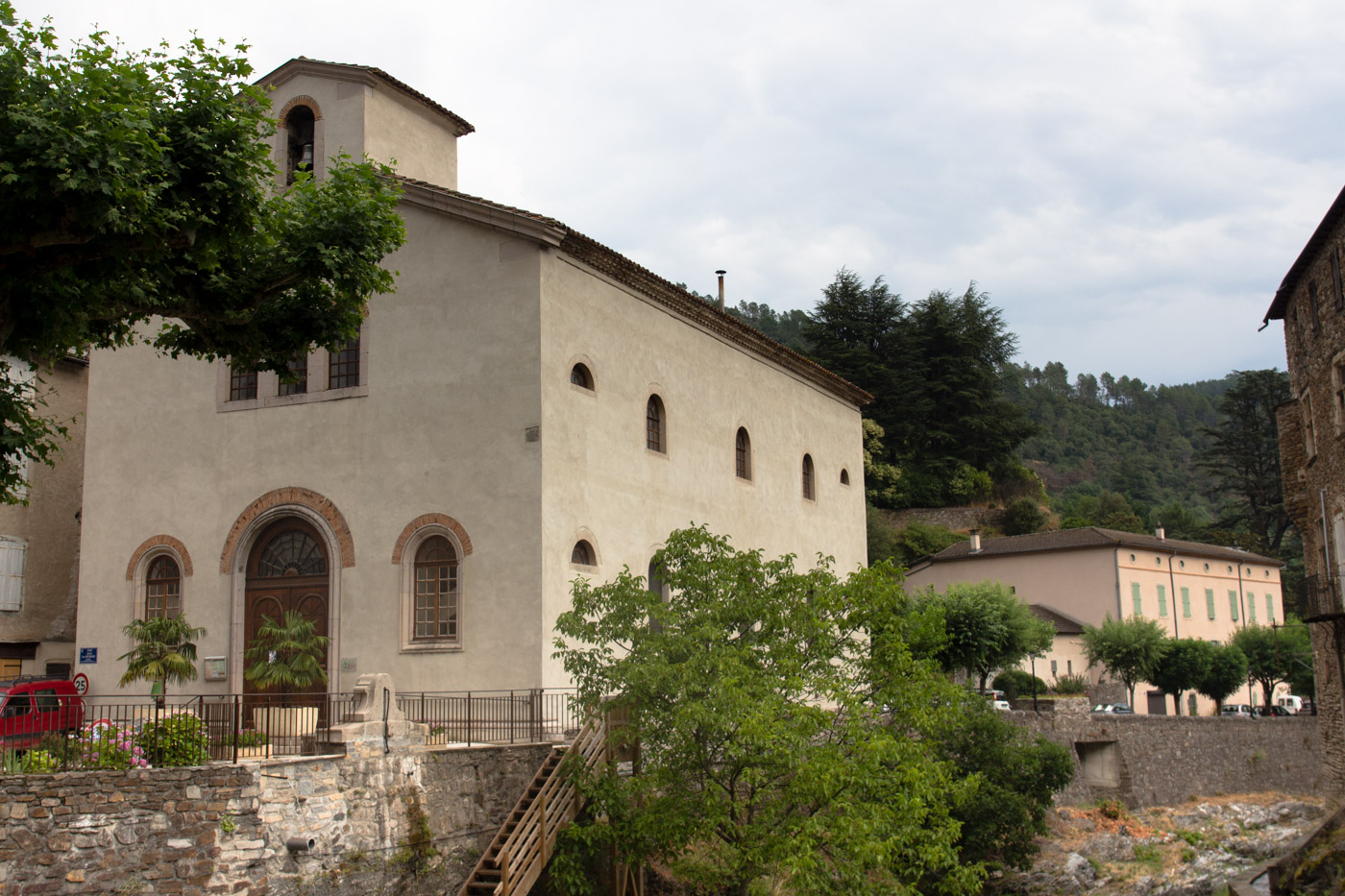
Temple protestant de Saint-André-de-Valborgne.

- Temple protestant de Saint-André datant du début du XIXe siècle
- temple protestant de Tourgueille.
- d'autres temples, pour certains désaffectés, existent à proximité des nombreux hameaux de cette vaste commune.
- le cimetière huguenot a été détruit en 1685, lors de la révocation de l'édit de Nantes.
- Tour de l'horloge surmontée d'un campanile en fer forgé qui abrite une cloche du XVIe siècle

### Châteaux privés

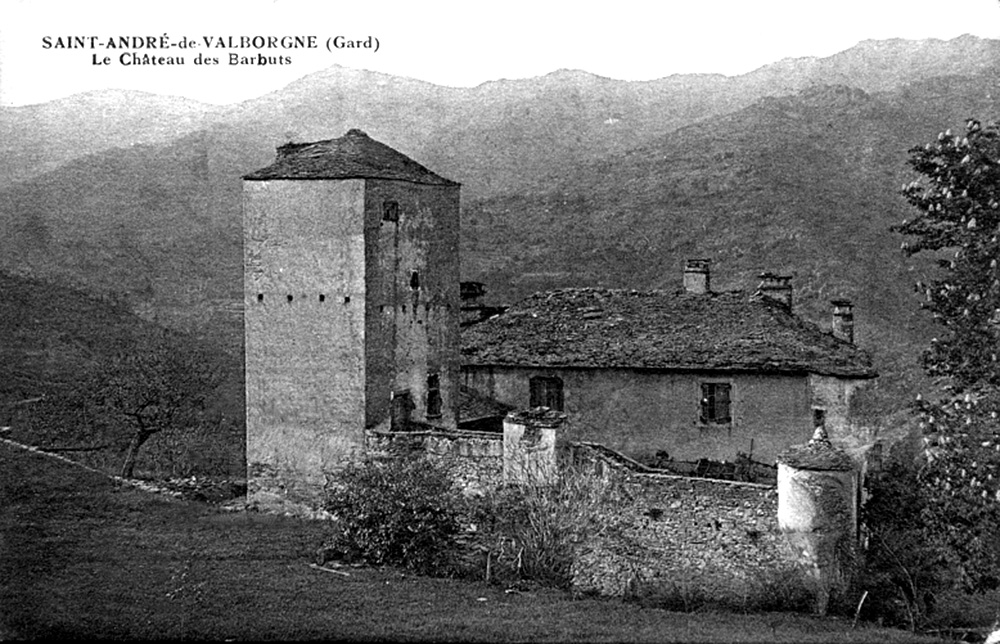
Château des Barbuts.

- le château du Folhaquier mentionné au XIIIe siècle, haut lieu de la guerre de Cent Ans (1335-1453).
- le château de Nogaret reconstruit au XVIIe siècle
- le Mas Voyer, où fut négociée la paix dans la vallée Borgne (1705).
- le château des Barbuts, mentionné au XIIIe siècle
- les ruines du château de la Fare, mentionné au XIIe siècle, haut lieu des guerres de Religion (1562-1629).

## Personnalités liées à la commune

### Naissance à Saint-André-de-Valborgne
- Jacques Delon (1752-1815), homme politique.

- Jacques Cavalier (1772-1846), officier, notamment lors de la campagne d’Égypte (1798-1801).
- Louis Henri René Meynadier (1778-1847), général des armées de la Révolution et de l'Empire, chef d'état major de la Garde impériale, député de la Lozère sous la monarchie de Juillet, de 1831 jusqu'à son décès (3 juillet 1847).
- Pierre Meinadier (1811-1896).
- Camille Halut, militante des droits humains et observatrice indépendante. En 2014, elle mène à Saint-André-de-Valborgne une expérience de démocratie participative fondée sur le tirage au sort, en présentant une liste citoyenne lors des élections municipales[49],[50],[51]. Elle poursuit ensuite son engagement au sein de la Ligue des droits de l'homme à Montpellier, où elle documente les interventions policières dans le cadre de l'Observatoire de la LDH pendant les manifestations, notamment celles des Gilets jaunes. Poursuivie en justice en 2019 pour avoir filmé les forces de l’ordre, elle bénéficie d’un large soutien d'organisations telles qu’Amnesty International[52] et la LDH[53]. Elle est relaxée en 2021.

### La famille Lafont et le Serre de Pomaret
- Pauline Lafont (1963-1988), comédienne, fille de Bernadette Lafont et de Diourka Medveczky, est morte lors d'un séjour à Pomaret, au cours d'une randonnée solitaire. Portée disparue le 11 août, elle n'a été retrouvée que le 21 novembre à Gabriac, ce qui a mis fin à plus de trois mois d'agitation médiatique intense, durant lesquels une nuée de journalistes s'est abattue sur Saint-André-de-Valborgne. Pauline a été inhumée au Serre de Pomaret auprès de ses grand-parent maternels, Roger Lafont, pharmacien, et son épouse Simone.
- Bernadette Lafont (1938-2013), comédienne, a été inhumée au Serre de Pomaret après une cérémonie religieuse au temple protestant de Saint-André.
- Diourka Medveczky (1930-2018), plasticien et cinéaste d'origine hongroise, époux de Bernadette Lafont de 1959 à 1973, est mort au Serre de Pomaret.
- Marianne Denicourt (née en 1966), comédienne et amie des Lafont, possède une résidence secondaire à Saint-André de-Valborgne.

### Héraldique
| Blason de Saint-André-de-Valborgne | Blason  | D'azur au sautoir alésé d'argent.                |
| Blason de Saint-André-de-Valborgne | Détails | Le statut officiel du blason reste à déterminer. |